# Як приборкати дракона (серія книг)
«Як приручити дракона» (альтеральтернативна назва, яка стала загальновідомою через екранізацію «Як приборкати дракона», англ. How to Train Your Dragon) — серія книжок фентезі авторства Кресіди Ковел. Оригінал видається видавництвом Hodder Children's Books, переклад українською — видавництвом Рідна Мова.
Цикл складається з дванадцяти частин:
- Як приручити Дракона (2003) (англ. How To Train Your Dragon)
- Як стати піратом (2004) (англ. How To Be A Pirate)
- Як розмовляти по-драконському (2005) (англ. How To Speak Dragonese)
- Як зняти прокляття Дракона (2006) (англ. How To Cheat A Dragon's Curse)
- Як стати драконським хвісториком (2007) (англ. How To Twist A Dragon's Tale)
- Слідами лютого дракона (Путівник героя) (2008) (англ. A Hero's Guide To Deadly Dragons)
- Як осідлати драконову бурю (2008) (англ. How To Ride A Dragon's Storm)
- Як розбити драконове серце (2009) (англ. How To Break A Dragon's Heart)
- Як поцупити меч Дракона (2011) (англ. How To Steal A Dragon's Sword)
- Як знайти Камінь Дракона (2012) (англ. How To Seize A Dragon's Jewel)
- Як зрадити героя Дракона (2013) (англ. How To Betray A Dragon's Hero)
- Як подолати гнів Дракона (2015) (англ. How to Fight a Dragon's Fury)

## Екранізації
Мультфільм—екранізація першої частини циклу — «Як приборкати дракона», був створений у 2010 році студією DreamWorks. Режисери — Кріс Сандерс та Дін Деблуа. В 2014 році вийшло продовження — «Як приборкати дракона 2», у 2019 випущено в прокат заключну серію трилогії «Як приборкати дракона 3»
Також студіями DreamWorks та 20th Century Fox випущено анімаційний серіал Дракони, події якого відбуваються поміж сюжетами перших двох повнометражних мультфільмів. Наразі випущено в ефір два сезони «Дракони: Вершники Берка» та «Дракони: Захисники Берка» з молодими героями з першої частини «Як приборкати дракона». На 2015 та 2016 роки заплановано випустити ще два сезони серіалу, де герої будуть старшими і більш схожими на себе в «Як приборкати дракона 2».
Також були випущені чотири короткометражні мультфільми — «Дракони: Перегони безстрашних», «Легенда про Кістяного дракона», «Книга драконів» та «Подарунок Нічної Люті».
На 2025 рік запланований вихід фільму «Як приборкати дракона», кіноадаптації з живими акторами.

## Ігри
- 23 березня 2010 року компанія Activision випустила однойменну гру в жанрі Action-adventure для платформ Wii, Xbox 360, PlayStation 3 and Nintendo DS.
- Деякі герої увійшли в гру Super Star Kartz компанії Activision для платформ Wii, Xbox 360, PlayStation 3 and Nintendo DS, в якій задіяні 14 персонажів різних мультфільмів студії DreamWorks.
- Dragons: TapDragonDrop — мобільний додаток-гра, розроблена PikPok і випущена 3 березня 2012 на App Store для iPhone, iPad and iPod Touch.
- Dragons: Wild Skies — тривимірний віртуальний світ, запущений 27 серпня 2012 на ігровому порталі CartoonNetwork.com.
- School of Dragons — онлайнова RPG-гра компанії JumpStart запущена в липні 2013 після тривалого бета-тестування. Версію для Facebook було запущено в жовтні 2013, версію для iPad — в грудні 2013, для Android — в березні 2014.
- Dragons Adventure — мобільна гра, випущена в листопаді 2013 виключно для мобільних телефонів Nokia Lumia 2520.
- Dragons: Rise of Berk безкоштовна стратегічна гра компанії Ludia, випущена в травні 2014 для платформи iOS та в 20 червня 2014 — для платформ Android і Facebook.
- How to Train Your Dragon 2 — гра в жанрі Action-adventure для платформ Wii, Wii U, Xbox 360, PlayStation 3 та Nintendo 3DS в червні 2014 року компанією Little Orbit.